# Трушис, Витолис
Витолис Трушис (Альгимантас-Витолис Феликсович Трушис, лит. Algimantas Vitolis Trušys; 16 сентября 1936, Каунас — 21 февраля 2018, Вильнюс) — литовский живописец, художник-монументалист и педагог; профессор (1995); лауреат Государственной премией Литовской ССР (1979), почётный гражданин города Шяуляй (2007) .

## Биография
Родился в семье землемера. Детство провёл в Пушалотасе, где начал учиться в школе, потом в Гарляве. В 1961 году окончил вильнюсский Художественный институт (ныне Художественная академия). По окончании обосновался в Шяуляй. До 2001 года (с перерывами) преподавал в Шяуляйском педагогическом институте. Основатель кафедры рисования и её первый заведующий (1965—1974), в 1993—2004 годах был заведующим кафедрой дидактики искусства; профессор (1995).
Выпустил книгу стихотворений «За горизонтом» („Už horizonto“), иллюстрированную собственными ранними работами (1974—1975).

## Творчество
Первые мозаики создал в 1963—1966 годах. Выполнил в технике сграффито панно в интерьерах и экстерьерах Дома культуры в Мяшкуйчяй (1968), шяуляйских 3-й и 5-й средних школ (1967).
В 1969—1970 годах выполнил несколько крупных фресок — «Богини наук и искусств» в шяуляйской 11-й средней школы, «Танец» в кафе «Милда» и другие. Написал фрески на потолке актового зала Шяуляйского педагогического института (ныне Шяуляйский университет; 1971), в фойе актового зала Шяуляйского медицинского училища (1973), в клубе Шяуляйского мясокомбината (1974), Шяуляйском управлении газификации, Панявежской сахарной фабрике, в больница и в других учреждениях.
К наиболее значительным произведениям относится гранитная мозаика по мотивам литовской мифологии на четырёх стенах вестибюля первого этажа филологического факультета Вильнюсского университета (1974—1978). За это произведение, а также за фрески «Охота на зубра» в клубе Шяуляйского мясокомбината (1974), «Труд и борьба» в Вербунском доме культуры (1975—1976), «Детство» в шяуляйском детдоме (1977) награждён Республиканской премией (Государственной премией Литовской ССР, 1979).
Автор мозаичных портретов. Занимался также станковой живописью и акварелью. Произведения хранятся в Литовском художественном музее.